# Wiesenwaldweiher
Der Wiesenwaldweiher ist ein rund 14 a großer Weiher im Stadtgebiet von Schramberg in Baden-Württemberg. Er liegt im Norden der Bergvorstadt Sulgen neben der Bundesstraße 462 und nahe der Wasserscheide zwischen dem Göttelbach und seinem Zufluss Glasbach in rund 700 m Höhe. Der Weiher liegt in der Plattensandstein-Formation des Oberen Buntsandsteins und wird in den Göttelbach entwässert.
Der Wiesenwaldweiher ist ein flächenhaftes Naturdenkmal. In den 1980er-Jahren kam es im Zuge des Baus der Umfahrung Sulgen der Bundesstraße 462 zu tiefen lokalpolitischen Zerwürfnissen, da befürchtet wurde, dass die ökologische Qualität des Wiesenwaldweihers durch die Umfahrung erheblich in Mitleidenschaft gezogen werden könnte.
Früher war der Wiesenwaldweiher bei den Kindern der Bergvorstadt Sulgen als Naturspielplatz sehr beliebt. Die Grundschulen in Sulgen führten dort auch bis Mitte der 1970er Jahre lebendigen und anschaulichen Heimatkundeunterricht durch.